# クマのバーニー
クマのバーニー (Barney Bear) は、アメリカ合衆国の映画製作会社メトロ・ゴールドウィン・メイヤー (MGM) 社に所属していたアニメーター、ルドルフ・アイジングらによって作成された短編カートゥーンの著名な主人公であるクマ。定訳はなく、「バーニー・ベア」とも「熊のバーニー」とも日本語訳される。
アイジングのほか、マイケル・ラー、ディック・ランディーらによっても制作されたが、同社の花形アニメーターであるテックス・アヴェリーが手がけた作品は見られない。ただし、ランディーによる後期作品は主にアヴェリーが監督業を一時的に休んでいたため、その穴埋めで制作されたものであり、ラーをはじめとするアヴェリーの制作班がそっくり手がけている。したがって、内容的にはアヴェリー作品のそれに類似するものが多く見られる。また、作品の中には当時の米国社会や米国人を風刺していると思われるものも少なからず見られる。

## キャラクター
クマのバーニー (Barney Bear)
主人公であるが、それと同時にやられ役でもあることが多いのんびり屋のクマ。普段は人の好さそうな表情をしている。
愛読書は参考書で、よく持ち歩いている。何か事を起こす時は必要以上に参考書を利用するのだが、効果のないことが多い。行動の動機は参考書ではなく、新聞記事の時もある。
怒らせると一転して本物の熊のように凶暴な表情になり、敵役に向かって銃を乱射したり、棍棒を持って敵役を追いかけてきたりするような強面な一面もある。
お人好しで、他者のいいなりになって騙されることがある。結構欲深い性格だが、淡泊で最後まで固執しない。お節介で、相手が嫌がるのも聞かずに強引にやってしまう。
何かやるときは色々と策や仕掛けを用いるが、あんぽんたんなキャラのためいつも裏目に出てしまう。ドルーピー作品に登場する間抜けなオオカミやブッチと同じオチが待っている。
当時の米国社会や米国人に対する皮肉を込めたキャラであると思われる節もある。
『トムとジェリー シャーロック・ホームズ』『トムとジェリー ロビン・フッド』『トムとジェリー ジャックと豆の木』『トムとジェリー すくえ!魔法の国オズ』にも出演。
その他のキャラクター
ビーバー、フクロネズミ、カラスなど多様な鳥獣が登場する。ほとんどが主人公であるクマのバーニーの敵役となる。トムとジェリーやドルーピー作品に登場するブッチのような、定番のキャラはいない。鳥獣の特性がうまく描写されていて、多分に擬人的である。
あるキャラはバーニーの行動によって迷惑させられるも、巧みに撃退し、バーニーを手痛くやっつける。別のキャラはバーニーの行動を邪魔し、バーニーもこれに対抗するが効果なく逆にやられてしまう。
敵役がほとんどだが、中にはバーニーを助けるキャラも見られる。

## 作品リスト
以下はルドルフ・アイジングによる作品（括弧内は原題と初出年）。
- THE BEAR THAT COULDN'T SLEEP（バーニーの冬ごもり 1939年6月10日）
- THE FISHING BEAR（バーニーの鱒釣り 1940年1月20日）
- THE PROSPECTING BEAR（バーニーの金鉱探し 1941年3月8日）
- THE ROOKIE BEAR（バーニーのずっこけ兵隊 1941年5月17日）
- THE FLYING BEAR（バーニー戦闘機に挑戦 1941年11月1日）
- THE BEAR AND THE BEAVERS（ビーバーの敵討ち 1942年3月28日）
- WILD HONEY（バーニーの蜂蜜とり 1942年11月7日）
- BARNEY BEAR'S VICTORY GARDEN（バーニーの家庭菜園 1942年12月26日）
- BAH WILDERNESS（バーニーのキャンプ騒動 1943年2月13日）
- THE UNINVITED PEST（バーニーとちゃっかりリス 1943年7月17日）

バーニーは人気キャラとなり、続編がジョージ・ゴードン、マイケル・ラー、プレストン・ブレアらによって制作されている。
- BEAR RAID WARDEN（バーニーのはりきりガードマン 1944年9月9日）
- BARNEY BEAR'S POLAR PEST（バーニーと白熊坊や 1944年12月30日）
- THE UNWELCOME GUEST（バーニーのさくらんぼ取り 1945年2月17日）
- THE BEAR AND THE BEAN（バーニーの小包騒動 1948年1月31日）
- THE BEAR AND THE HARE（バーニーのうさぎ狩り 1948年6月26日）
- GOGGLE FISHING BEAR（海中探検　1949年1月15日）

※1950年代にもディック・ランディーによって続編が制作されている。
- LITTLE WISE QUACKER（かしこい子がも 1952年11月8日）
- BUSYBODY BEAR（親切好き 1952年12月20日）
- BARNEY'S HUNGRY COUSIN（なんでもいただき  1953年1月31日）
- COBS AND ROBBERS（かかしに御用心 1953年3月14日）
- HEIR BEAR（宝さがし 1953年5月30日）
- WEE WILLIE WILDCAT（良い子のしつけ方 1953年6月20日）
- HALF-PINT PALOMINO（めんこい子馬 1953年9月26日）
- IMPOSSIBLE POSSUM（どちらが賢いか 1954年3月28日）
- SLEEPY TIME SQUIRREL（只今静養中 1954年6月19日）
- BIRD-BRAIN BIRD DOG（小鳥が好き 1954年7月30日）

## 日本でのテレビ放映
TBS系で放送された『トムとジェリー』の短編に挟まれるかたちで、「ドルーピー」作品などとともに放映されることが多かった。この時のバーニーの吹き替えの声優は4代目三遊亭金馬が演じた（詳細は『トムとジェリー』の記事を参照）。
また、1980年から1981年にかけて日本テレビの「木曜スペシャル」枠で放送された、「おかしなおかしな トムとジェリー 大行進」でも、真ん中作品として放送された。この時のバーニーの吹き替えの声優は兼本新吾が演じた（詳細は『トムとジェリー』の記事を参照）。
カートゥーン ネットワークにて不定期で放送されるCartoon Classicsでも、初期のMGMアニメ、テックス・エイヴリーの作品と共に放送されることがある。ただし、TBS版と「おかしなおかしな トムとジェリー 大行進」版とは違う吹き替えである。